# Regola del cacciavite

Determinazione della direzione delle linee di campo ("B") posto che la corrente "I" scorra nella direzione del pollice.

La regola del cacciavite o regola della presa della mano destra o regola del cavatappi è una convenzione della fisica necessaria alla determinazione del verso del vettore campo magnetico generato da una corrente elettrica passante per un conduttore rettilineo (ad esempio per un filo).

## Descrizione
Prendendo il cacciavite e ponendo la punta nel verso della corrente, il verso di avvitamento del cacciavite indica il verso del vettore campo magnetico.
Se con la mano destra si immagina di afferrare il filo ponendo la punta del pollice nel verso della corrente, il movimento di chiusura delle altre dita attorno al filo indicherà il verso del vettore campo magnetico.
Dato che le linee di campo sono orientate in modo da poter stabilire il verso dei vettori che rappresentano, la regola in questione indica anche l'orientamento delle linee di forza che rappresentano il campo.